# Calling America
Calling America ist ein von Jeff Lynne geschriebener Song, der von der Rockband Electric Light Orchestra (ELO) interpretiert und als Single aus ihrem 1986 erschienenen Album Balance of Power veröffentlicht wurde. Es war ihre 20. und letzte Top-40-Hit-Single in den USA.

## Entstehung und Inhalt
Der Song wurde von Jeff Lynne geschrieben und produziert. Das Lied ist wie die meisten Songs auf Balance of Power musikalisch recht zugänglich und poporientiert gehalten. Textlich greift das Stück ein ähnliches Thema wie ELOs frühere Single Telephone Line auf, in der sich der Erzähler nach einer geliebten Person sehnt, mit der er über das Telefon Kontakt hat. Bei Calling America ist die Geliebte allerdings zuvor mit einer Boeing 747 offenbar nach Los Angeles (a place like heaven) in die USA gereist, und der Protagonist versucht nun den Kontakt über eine satellitengestützte Telefonverbindung zu halten, was sich aber als teilweise schwierig herausstellt, da er die „Nachricht“ nicht „durch“ bekommt. Es geht demzufolge auch um die negativen Seiten der modernen Lebensweise und Kommunikationsmittel, was sich auch in der wiederholten Phrase „yeah we’re living in, in a modern world“ zeigt.

## Veröffentlichung und Rezeption
Die Single erschien im Januar 1986 je nach Land bei Jet Records oder Columbia Records. Es gab auch eine britische Zwölf-Zoll-drei-Track-Version bei Epic Records mit Destination Unknown als B-Seite. Calling America erreichte Platz 31 in Deutschland und Platz 22 in Österreich, Platz 28 im Vereinigten Königreich und Platz 18 in den USA sowie Top-40-Platzierungen in diversen anderen Ländern.
Auch ein Musikvideo wurde zu dem Song gedreht. Das Stück war 2011 Bestandteil des Soundtracks des Films Larry Crowne.

## Titellisten
Alle Songs wurden von Jeff Lynne geschrieben.
7"
1. Calling America – 3:28
2. Caught in a Trap – 3:43

US 12"
1. Calling America – 3:28
2. Caught in a Trap – 3:43
3. Endless Lies – 2:54

UK 12"
1. Calling America – 3:28
2. Caught in a Trap – 3:43
3. Destination Unknown – 4:10